# 1 E-7 m
Pour aider à comparer les ordres de grandeur des différentes longueurs, voici une liste de longueurs comprises entre 0,1 micromètre et 1 micromètre.
- 100 nm, taille maximum des particules pouvant traverser un masque chirurgical
- 125 nm, profondeur standard d'un trou sur les Compact Discs (largeur : 500 nm, longueur : 850 nm à 3,5 μm)
- 280 nm, longueur d'onde des ultraviolets proches
- 380–430 nm, longueur d'onde de la lumière violette -- voir couleur
- 430–450 nm, longueur d'onde de la lumière indigo
- 450–500 nm, longueur d'onde de la lumière bleue
- 500–520 nm, longueur d'onde de la lumière cyan
- 520–565 nm, longueur d'onde de la lumière verte
- 565–590 nm, longueur d'onde de la lumière jaune
- 590–625 nm, longueur d'onde de la lumière orange
- 625–740 nm, longueur d'onde de la lumière rouge